# Obturador
En fotografía, el obturador es el dispositivo que controla el tiempo durante el que llega la luz al dispositivo fotosensible (película en la fotografía química o  sensor en la fotografía digital). Este tiempo es conocido como la velocidad de obturación, y de él se desprenden conceptos como el  congelado o el barrido fotográfico. Junto con la abertura del diafragma (apertura), la velocidad de obturación es el principal mecanismo para controlar la cantidad de luz que llega al elemento fotosensible.

## Tipos
¿Cuáles son los tipos? básicamente hay tres tipos de obturador: obturador de lámina simple en el extremo exterior del estenopo u objetivo, obturador central (o de laminillas) y de plano focal (o de cortina).

### Obturador de lámina simple

Obturador de láminas simple 1. Placa de obturación
2. Apertura cubierto por obturador de láminas.
3. Apertura durante la exposición.
4. Limbo.
5. Mecanismo de captura.
6. Muelle de mariposa.

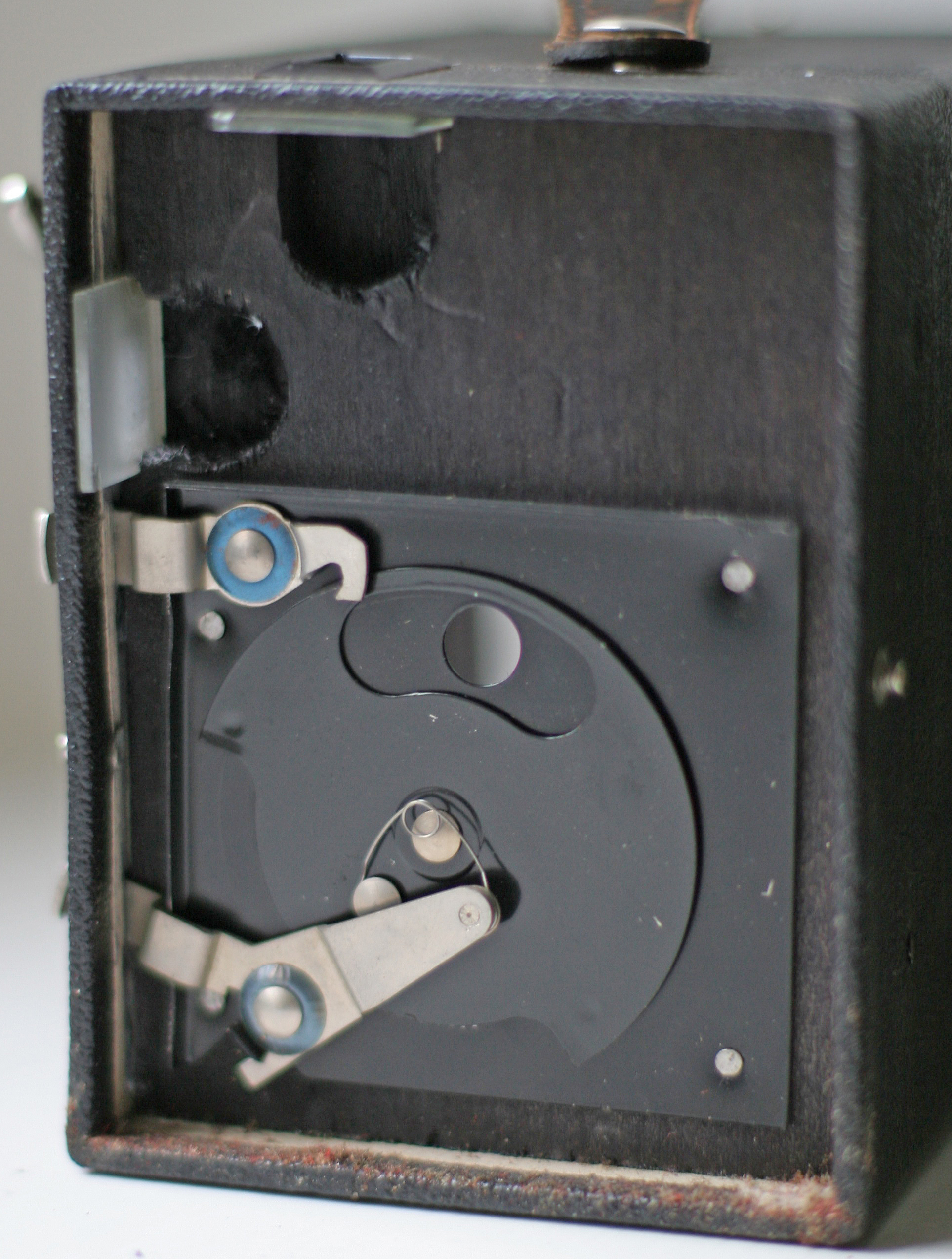
Obturador de rotación en Agfa Caja 44

Obturador rotatorio. Cuando el obturador está abierto, se expone la película. Cuando se cierra, el siguiente fotograma de la película se desplaza a la siguiente posición.

Un obturador de hoja simple es un tipo primitivo de obturador de la cámara fotográfica consiste en un mecanismo con uno o más hojas de metal pivotantes que normalmente no permiten que la luz penetre a través del objetivo y llegue a la película, pero que cuando se activa la apertura del obturador se mueven las hojas para descubrir la lente del objetivo durante el tiempo requerido para realizar la exposición, y posteriormente se cierra.

### Obturador Central

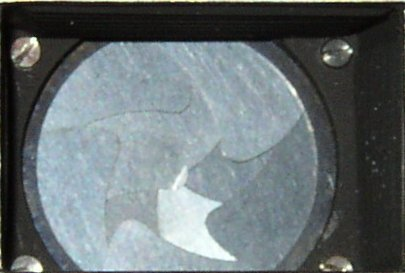
Obturador de diafragma en una cámara Akarex

El obturador central lo incorporan los objetivos de gran formato, así como cámaras Cámara réflex de objetivos gemelos y algunas de formato medio como algunos modelos de Hasselblad. Suele encontrarse en el  objetivo, y está compuesto por unas láminas que se abren de forma radial, de forma similar a la de un  diafragma. Su ventaja es que pueden sincronizarse con el flash a cualquier velocidad, y su desventaja es que la velocidad máxima de exposición no puede superar 1/500 s.

### Obturador de plano focal

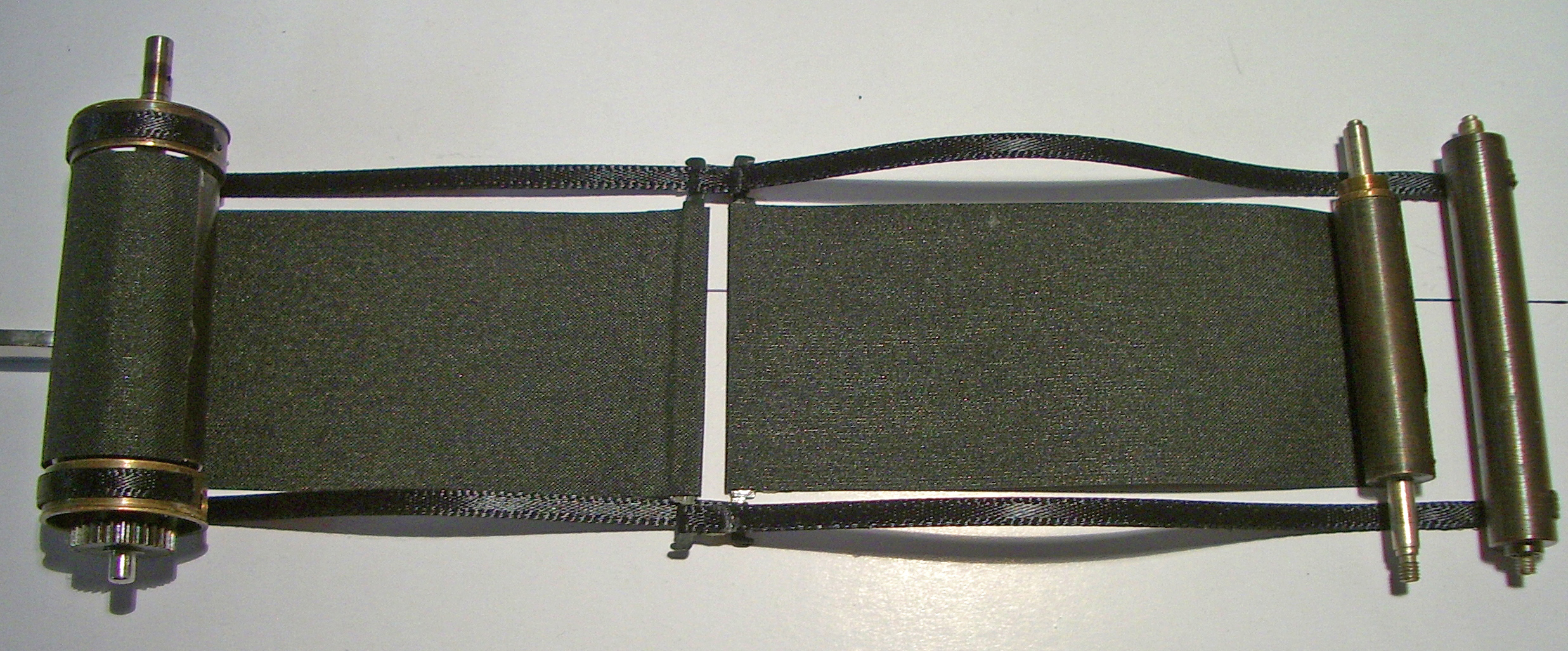
Cortinas del obturador de una càmara Zorki 1c, similar a la Leica II

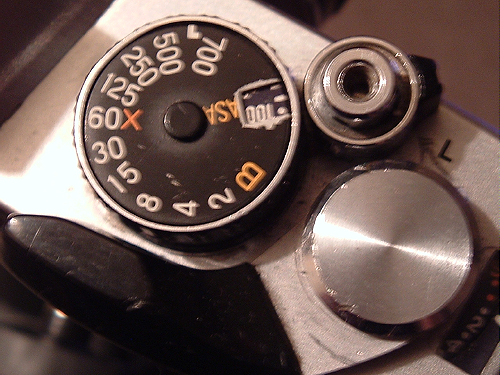
Dial del obturador en una Fujica STX-1.

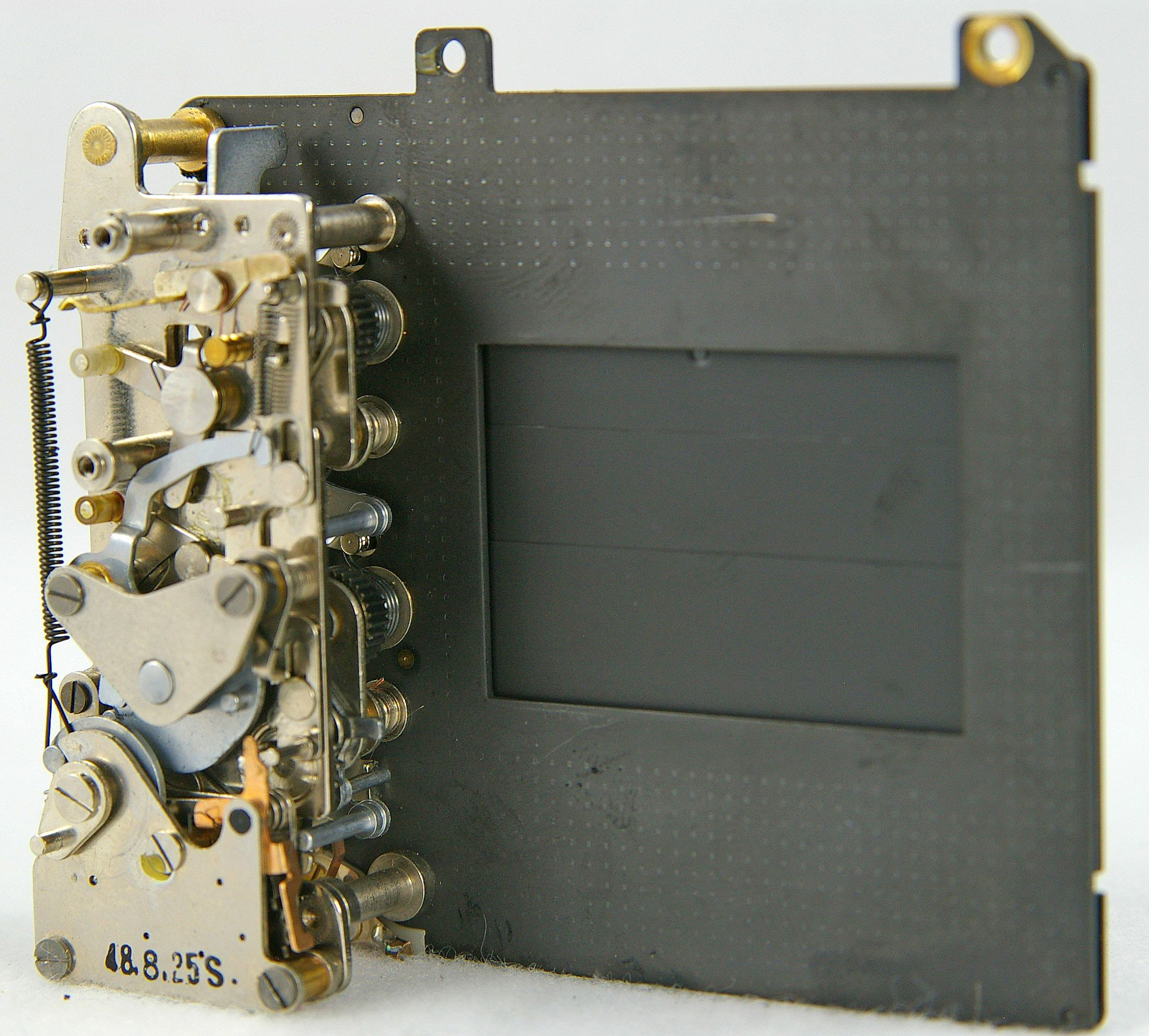
Obturador de plano focal. Las palas del obturador de metal se mueven verticalmente.

El obturador de plano focal se encuentra en todas las cámaras  réflex de único objetivo. Está situado justo delante del dispositivo fotosensible, y está formado generalmente por dos cortinillas, una de apertura y otra de cierre, que se mueven en la misma dirección.

#### Funcionamiento

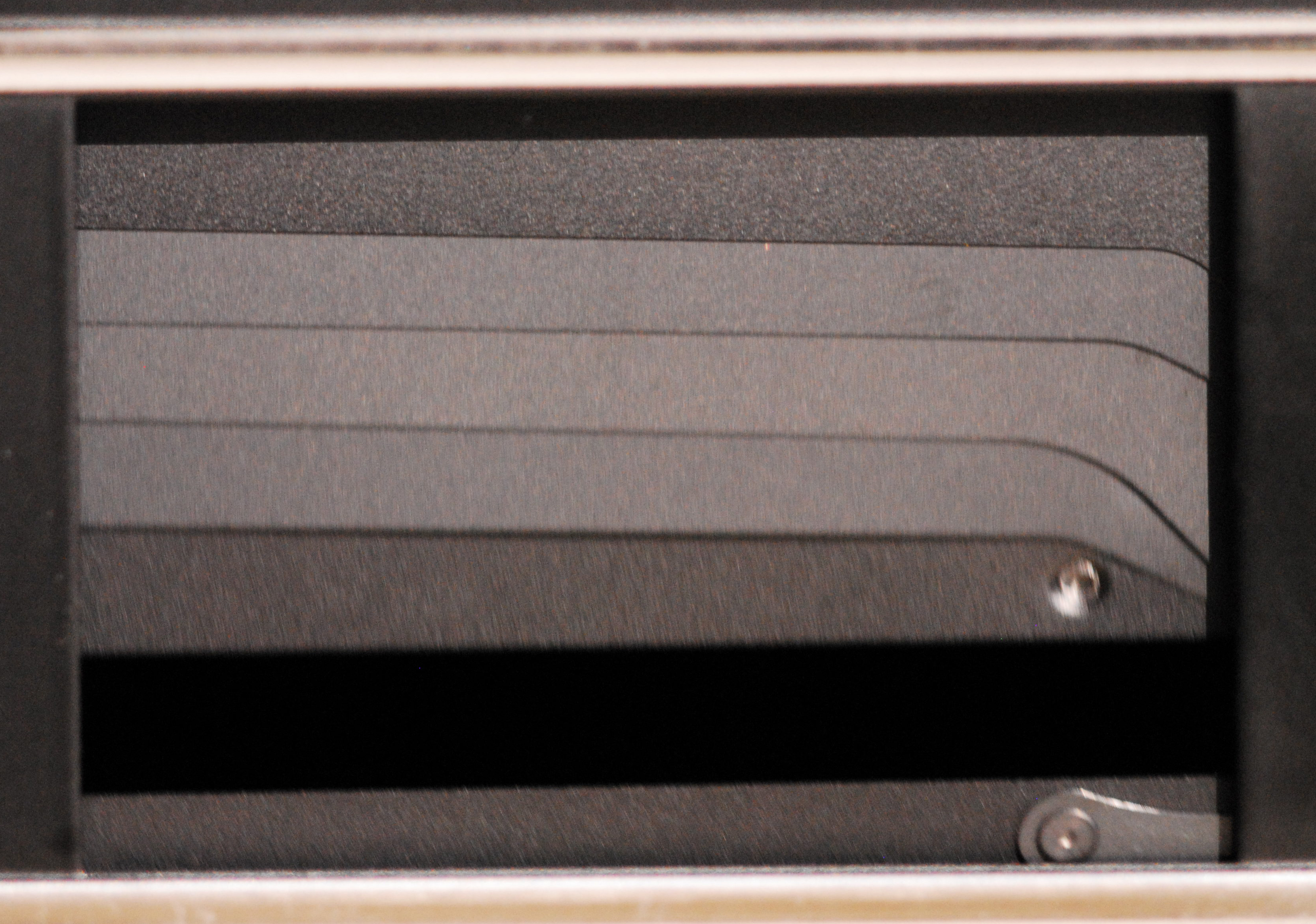
Obturador vertical-plano focal. Al disparar el desplazamiento del obturador es de 1/500 de segundo - el estenopo u orificio entre las cortinas es claramente visible en la parte inferior

Al presionar el botón de obturación, baja una cortinilla iniciando la exposición; posteriormente, una vez transcurrido el tiempo de exposición seleccionado, baja la segunda cortinilla cerrando la ventana que da paso de luz a la película. Una desventaja frente al obturador central es la dificultad de sincronización con el flash, que suele encontrarse entre 1/30 y 1/500 s, dependiendo de su tamaño y materiales utilizados. Esto se debe a que la primera cortina tarda un tiempo (relativamente) largo en realizar su recorrido, superior generalmente a la milésima de segundo; por lo tanto, en velocidades altas de obturación, la segunda cortina empieza a cerrarse antes de que la primera haya abierto completamente el cuadro; la exposición, por tanto, se forma por una franja de luz entre una cortina y la siguiente, en forma de barrido. El destello del flash dura una cantidad de tiempo muy breve (de milésimas a millonésimas de segundo), haciendo que la luz del destello ilumine únicamente la zona donde está la franja de luz que está expuesta en la película o el sensor. Esto puede resolverse con un flash que mantenga la iluminación durante el tiempo total que tarda la exposición en realizarse, por lo general son flashes especiales dedicados de cada marca (sincronización FP).

## Control del obturador
El obturador de plano focal era controlado de modo mecánico, alcanzando normalmente velocidades máximas entre 1/500 y 1/1000 s. La velocidad máxima alcanzada por medio puramente mecánico fue de 1/4000 s en la Nikon FM2, introducida en 1982.
Hoy en día los obturadores suelen ser controlados de modo electrónico mediante electroimanes. Con ello se consigue mayor precisión, velocidades que alcanzan los 1/12.000 como es el caso de las Minolta Dynax 9 y mejor control en velocidades lentas pudiéndose ajustar normalmente hasta 30 s. Para realizar exposiciones más largas suele existir la opción B (o modo Bulb) en la que el obturador se mantiene abierto durante el tiempo que mantengamos el dedo sobre el pulsador.